# Sopač
Sopač falu Horvátországban, Tengermellék-Hegyvidék megyében. Közigazgatásilag Lokvéhoz tartozik.

## Fekvése
Fiume központjától 27 km-re, községközpontjától 2 km-re keletre a Hegyvidéken az A6-os autópálya és a Zágráb-Fiume vasútvonal mellett fekszik.

## Története
1857-ben 49, 1910-ben 79 lakosa volt. 1920-ig Modrus-Fiume vármegye Delnicei járásához tartozott. 2011-ben a falunak 38 lakosa volt.

## Lakosság
| Lakosság változása | Lakosság változása | Lakosság változása | Lakosság változása | Lakosság változása | Lakosság változása | Lakosság változása | Lakosság változása | Lakosság változása | Lakosság változása | Lakosság változása | Lakosság változása | Lakosság változása | Lakosság változása | Lakosság változása | Lakosság változása |
| ------------------ | ------------------ | ------------------ | ------------------ | ------------------ | ------------------ | ------------------ | ------------------ | ------------------ | ------------------ | ------------------ | ------------------ | ------------------ | ------------------ | ------------------ | ------------------ |
| 1857               | 1869               | 1880               | 1890               | 1900               | 1910               | 1921               | 1931               | 1948               | 1953               | 1961               | 1971               | 1981               | 1991               | 2001               | 2011               |
| 49                 | 19                 | 20                 | 39                 | 69                 | 79                 | 19                 | 105                | 19                 | 44                 | 59                 | 60                 | 49                 | 50                 | 55                 | 38                 |